# Vtoroy Magadanskiy
Vtoroy Magadanskiy (en ruso:'Btopoй Магаданский'). Significa "segundo Magadan". Es el noveno disco de la banda de Ska punk ruso, Leningrad, realizado a principios del año 2003.
Contiene la canción "Super good", canción que fue elegida entra otras tantas para formar parte del compilado "Gypsy beats and balkan bangers too".

## Listado de temas
1. "Главное Ребята Сердтсем Не Старех" - Glavnoe rebyata serdtcem ne staretj - 2:24
2. "Красныи Москвыч" - Krasnyi Moskvich - 4:12
3. "Жопа" - Zhopa - (Culo) - 4:16
4. "Как Жытх" - Kak Zhitj - 3:01
5. "Мама Налываи" - Mama nalivai - (Mamá Nalivay) - 2:20
6. "Ножык" - Nozhik - 2:06
7. "Отмычка" - Otmichka - (Ganzúa) - 2:56
8. "super good - (Super bien) - 2:03
9. "Tufeljki - 4:34
10. "Яблочко" - Yablochko - (Oro) - 2:37
11. "Копейка" - Kopeyka - 2:41